# 近衛家基
近衛 家基（このえ いえもと、旧字体：近󠄁衞 家基）は、鎌倉時代後期の公卿。近衛基平の長男。右大臣、関白等を歴任した。号に近衛関白。

## 経歴
文永6年（1269年）、元服、正五位下に叙され、右少将となる。文永7年（1270年）右中将、従三位。文永10年（1273年）権大納言。弘安4年（1281年）従一位。正応元年（1288年）右大臣。正応2年（1289年）関白、氏長者となった。
永仁4年（1296年）6月19日、36歳で薨去。

## 系譜
- 父：近衛基平
- 母：家女房
- 妻：鷹司朝子 - 鷹司兼平の娘
  - 長男：近衛家平（1282-1324）
- 妻：亀山天皇の皇女
  - 二男：近衛経平（1287-1318）
- 生母不明
  - 男子：良覚（1290-1332）
  - 男子：慈勝
  - 男子：信助
  - 女子 - 近衛兼教室